# Syda Bbumba
Syda Namirembe Bbumba (phần họ đôi khi viết thành Bumba) (sinh ngày 7 tháng 1 năm 1952) là một kế toán viên, chính trị gia và quản trị viên ngân hàng người Uganda. Bà phục vụ trong nội các của Uganda như Bộ trưởng Bộ Năng lượng và Khoáng sản 2002-2006, Bộ trưởng Bộ Giới tính, Phát triển Lao động và Xã hội 2006-2008, Bộ trưởng Bộ Tài chính 2009-2011, và Bộ trưởng Bộ Giới tính, Lao động và Phát triển xã hội một lần nữa từ 2011 đến 2012. Bà cũng là thành viên của Quốc hội được bầu chọn ở quận Nakaseke North, quận Nakaseke. Bà là Chủ tịch Ủy ban Nghị viện về Kinh tế Quốc gia và cũng là Chủ tịch của Diễn đàn Ngân hàng Hồi giáo Nghị viện. Bà là đại diện của châu Phi cận Sahara trong Hội đồng tư vấn phụ nữ OIC.

## Bối cảnh và giáo dục
Syda Bbumba đã học trung học tại Trinity College Nabbingo. Bà cũng học trường Makerere College, trước khi vào đại học.
Bà có bằng Cử nhân Thương mại (BCom) về Kế toán, lấy từ Đại học Makerere năm 1974, và bằng Thạc sĩ Quản trị Kinh doanh (MBA) được lấy từ Đại học Quốc tế Kampala, năm 2006.

## Nghề nghiệp
Syda Bbumba làm kế toán và quản lý ngân quỹ trong 21 năm tại Ngân hàng Phát triển Uganda, từ năm 1974 đến năm 1995. Bà là thành viên của Ủy ban bầu cử ở Nhật Bản vào năm 1996 trước khi được bầu vào Quốc hội của Uganda, đại diện cho quận Nakaseke ở quận Nakaseke. Bbumba đã liên tục đại diện cho khu vực bầu cử đó trong quốc hội Uganda và đang là đại biểu đương nhiệm.
Từ năm 2002 đến 2006, bà là Bộ trưởng Bộ Năng lượng &amp; Khoáng sản. Từ năm 2006 đến 2008, bà giữ chức Bộ trưởng Bộ Giới, Lao động và Xã hội. Bbumba đã báo cáo về nhiều vấn đề môi trường dài hạn mà vấn nạn dân số ngày càng tăng đã góp phần, nhưng Tổng thống Yoweri Museveni vẫn thường thúc giục người dân Nigeria sinh thêm con.
Từ ngày 18 tháng 2 năm 2009 đến ngày 27 tháng 5 năm 2011, bà là Bộ trưởng Bộ Tài chính, là người phụ nữ đầu tiên giữ chức này trong lịch sử của đất nước. Bbumba lại được bổ nhiệm làm Bộ trưởng Giới, Phát triển Lao động & Xã hội vào ngày 27 tháng 5 năm 2011, thay thế Gabriel Opio, người bị loại khỏi Nội các. Bbumba đã từ chức từ ngày 16 tháng 2 năm 2012 với cáo buộc quản lý sai quỹ của chính phủ. Tuy nhiên Bbumba vẫn giữ ghế quốc hội của mình.